# Фрэнсис (фильм)
«Фрэнсис» (англ. Frances) — кинофильм режиссёра Грэма Клиффорда, вышедший на экраны в 1982 году. Приз МКФ (Москва).

## Сюжет
Фильм рассказывает о судьбе американской актрисы Фрэнсис Фармер. Уже в 16-летнем возрасте она привлекает всеобщее внимание своим сочинением о несуществовании Бога, которое побеждает на всеамериканском конкурсе. Она играет в местном театре и мечтает работать на Бродвее. Однако вскоре ей поступает приглашение из Голливуда, и Фрэнсис принимает его, считая это этапом на пути в Нью-Йорк. Очень скоро она становится звездой, но атмосфера Голливуда стесняет её творческую натуру, и при первой возможности она отправляется на Восток, чтобы играть в пьесе Клиффорда Одетса. Театральный этап оказывается непродолжительным в её карьере: она связана контрактом с киностудией и вынуждена вернуться на съёмочную площадку. Разочарование приводит её к пьянству, а вскоре и к нервному срыву.

## В ролях
- Джессика Лэнг — Фрэнсис Фармер
- Сэм Шепард — Гарри Йорк
- Ким Стэнли — Лиллиан Фармер
- Барт Бёрнс — Эрнест Фармер
- Джеффри ДеМанн — Клиффорд ДеМанн
- Кристофер Пеннок — Дик Стил
- Джонатан Бэнкс — автостопщик
- Бонни Бартлетт — гримёрша
- Джон Рэндольф — добрый судья

## Награды и номинации
- 1983 — приз лучшей актрисе Московского кинофестиваля (Джессика Лэнг)
- 1983 — две номинации на премию «Оскар»: лучшая актриса (Джессика Лэнг), лучшая актриса второго плана (Ким Стэнли)
- 1983 — две номинации на премию «Золотой глобус»: лучшая актриса — драма (Джессика Лэнг), лучшая актриса второго плана (Ким Стэнли)

## Интересные факты
- В фильме имеется сцена, где Уолтер Фримен делает Фрэнсис Фармер трансорбитальную лоботомию. Вместе с тем доказательств, что Фармер действительно делали такую операцию, нет.[1][2]